# Gandoura

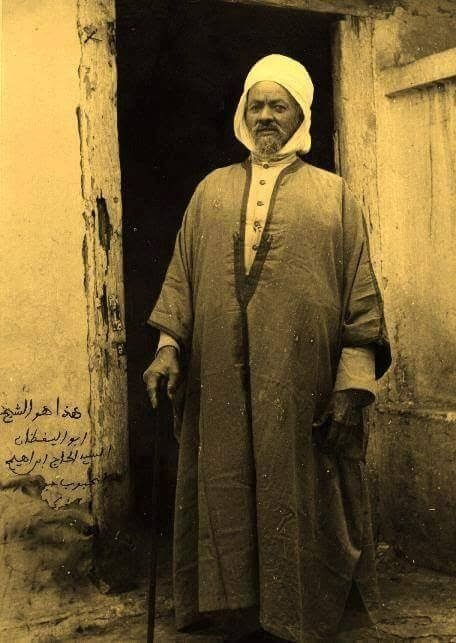
Homme arabe portant une gandoura.

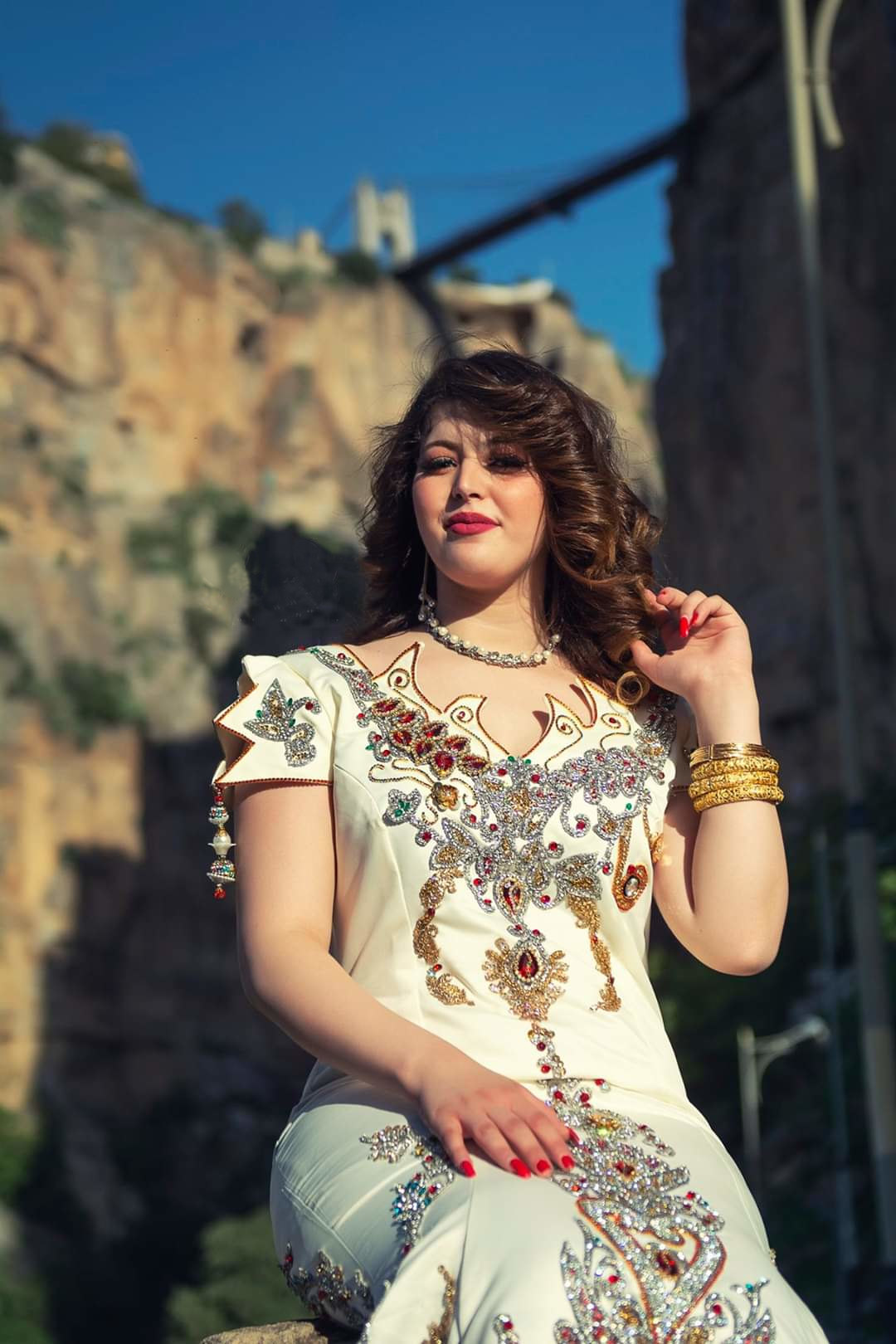
Une jeune femme portant une gandoura moderne de l'Est algérien.

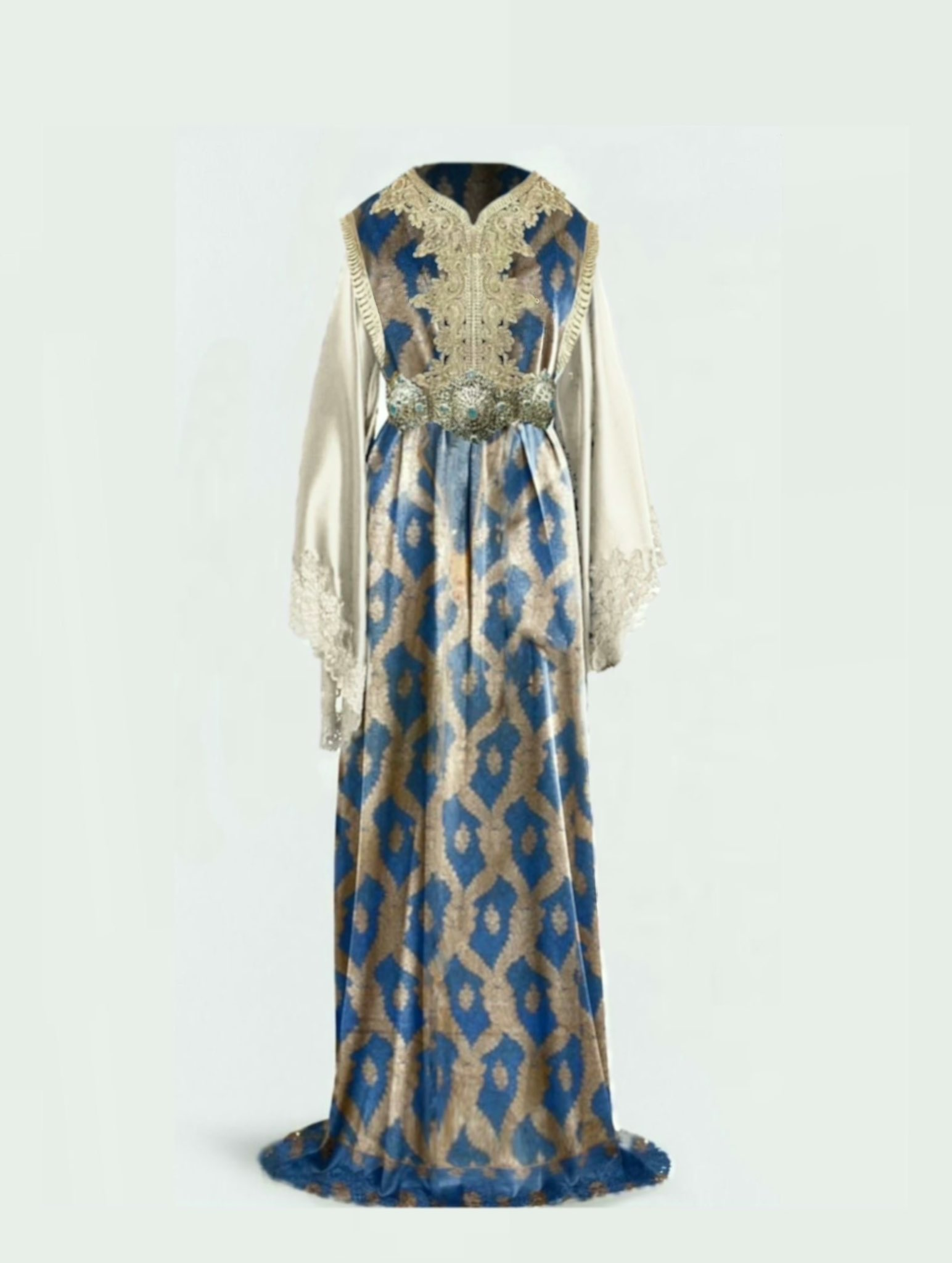
Gandoura el Kemkha broché d’or des hauts plateaux algériens.

La gandoura, également appelée blouse arabe (en arabe : قندورة) est une longue tunique colorée ornée de motifs divers. Elle est principalement portée en Afrique du Nord et au Moyen-Orient et peut être réalisée avec ou sans manches.

## Dénomination et étymologie
Le terme « gandoura » est d'origine arabe.
Ce nom s'orthographie aussi gandura, gandūrah, qandura, qandurah (قَنْدُورَة), kandura ou 'kandūrah (كَنْدُورَة).

## Maghreb

### Maroc
Au Maroc, la gandoura est portée par les hommes, principalement dans la région de l'Anti-Atlas. Ce vêtement droit tombe jusqu'aux chevilles et se distingue par ses manches courtes, une large ouverture pour passer la tête, et une grande poche verticale au centre, ornée de galons de coton blanc. La gandoura est traditionnellement blanche ou noire, mais elle est le plus souvent bleue. Bien que les tissus synthétiques aient leurs adeptes aujourd'hui, la gandoura traditionnelle reste en coton.

### Algérie
En Algérie, la gandoura est un vêtement long, ample et souvent sans manches, porté aussi bien par les hommes que par les femmes. Confectionnée dans divers tissus comme la soie, la laine ou le coton, et ornée de motifs variés, elle constitue un élément essentiel de l'habillement masculin.
Il existe plusieurs variétés de gandoura. Une variété est portée par les femmes et est également connue sous le nom de Jebba Fergani (Gandoura constantinoise). C'est un vêtement traditionnel algérien en velours épais, originaire de la région de Constantine. 
Durant les périodes froides, la gandoura était portée au dessus d’une grande tunique possédant de grosses manches appelée Gnidra , généralement en laine ou en soie.
La gandoura possédait à l’origine des manches tombantes jusqu’aux coudes reliées directement aux côtés de la robe, le modèle féminin tombait généralement au sol et le modèle masculin s’arrêtait aux chevilles, voire aux genoux. La gandoura était à l’origine portée dans toute l’Algérie par les arabes et est vraisemblablement l'ancêtre de beaucoup de robes comme la blouza ou le binouar. Il en existait d’ailleurs une très grande variété, comme la gandoura El Behdja, une gandoura à motifs fleuris ; la gandoura "El Kemkha", ainsi appelée parce que faite dans un tissu de satin, généralement bleu, broché d’or et aux motifs floraux losangés, très prisée par les femmes durant la régence d’Alger,,,.
La gandoura est fréquemment mentionnée dans les récits de voyage en Algérie durant la période coloniale. Helen Cameron la décrit comme une chemise sans manches portée par les hommes, mais aussi comme une robe de dessous pour les femmes. Elle utilise le pluriel guenader pour désigner plusieurs gandouras. Frederick Arthur Bridgman précise, que le modèle porté par les Juifs différait de celui des Musulmans. À Tlemcen, au début du XXe siècle, les enfants portaient couramment une gandoura ou une chemise sans manches descendant jusqu'aux chevilles.

## Moyen Orient

### Arabie
La population originelle des Émirats arabes unis porte la kandura comme vêtement masculin. Il s'agit d'une tunique qui arrive à la cheville. Elle comporte généralement une poche en haut à gauche et est cousue de manière à permettre à l'air de circuler facilement et de rafraîchir le corps. Elle est généralement faite de coton blanc (surtout en été et dans les endroits très chauds) ; en hiver, la kandura est également portée dans des variantes colorées, le plus souvent dans des tons plus sombres, et peut également être faite de laine ou d'autres tissus plus chauds.
Une tunique (type manteau) peut être portée par-dessus la kandura, appelée bisht, djellaba ou aba, généralement de couleur sombre et portée lors d'occasions formelles (une sorte d'uniforme).